# Caroline Mikkelsen

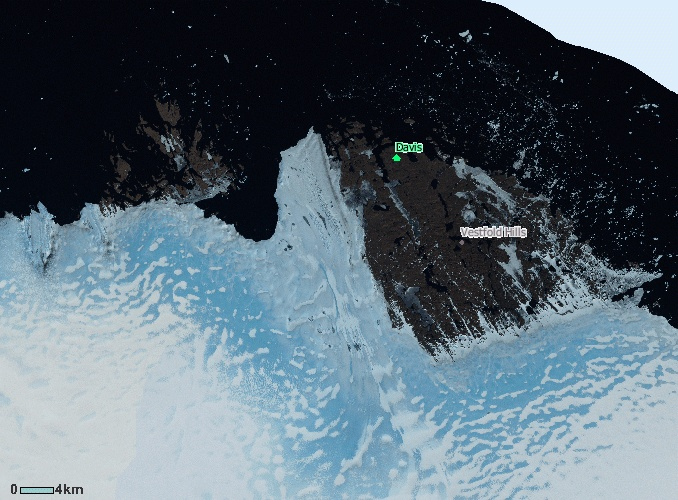
Satellietfoto van het gebied.

Caroline Mikkelsen (Denemarken, 20 november 1906 - 15 september 1998) was de eerste vrouw die voet op Antarctica zette.
Samen met haar Noorse echtgenoot Klarius Mikkelsen was zij in de poolzomer van 1934-1935 op expeditie in de antarctische wateren. Haar man deed dat in opdracht van Lars Christensen (een Noorse reder en walvismagnaat) voor onderzoek naar de walvispopulatie aldaar.
Op 20 februari 1935 ging zijzelf bij de Amery Ice Shelf aan land, nabij een gebied dat Vestfold Hills genoemd wordt. In de buurt daarvan is later het huidige Davis Station opgericht. Nadat zij het schip verlaten had, richtte zij als gedenkteken een cairn op. Een expeditie in 1995 heeft de cairn bezocht en dit later nog aan de toen hoogbejaarde Mikkelsen kunnen vertellen.
Mount Caroline Mikkelsen is naar haar vernoemd.